# Константин Пенчев
Константин Любенов Пенчев е български юрист, съдия, политик, народен представител в XXXIX народно събрание (2001 — 2004 г.), председател на Върховния административен съд (2004 — 2010 г.), 2-ри национален омбудсман на България (2010 — 2015 г.), член на Конституционния съд на България (2015 — 2024 г.) и заместник-председател на Комисия по досиетата (2025 — 2030 година).

## Биография
Роден е на 21 март 1952 г. в София. Завършва висше образование в Юридическия факултет на Софийския университет през 1976 г.
От 1977 до 1978 г. е стажант-съдия в Софийския окръжен съд. От 1979 до 1981 г. е младши съдия там. След това, до 1984 г. е председател на Свогенския районен съд. От 1984 до 1986 г. работи като специалист в отдел „Договорен и правен“ на Министерството на външните работи. От 1986 до 1989 г. е съдия в Софийския окръжен съд, а от 1989 до 1994 г. негов заместник-председател.
От 1994 до 2004 г. работи като адвокат към Софийската адвокатска колегия.
Пенчев е народен представител в XXXIX народно събрание от 2001 г., в което е член на комисиите по икономическа политика и по правни въпроси, председател на Временната комисия за изготвяне на Правилник за устройството и дейността на администрацията на Народното събрание, член на Временната парламентарна комисия за подготовка на предложения за промени в Конституцията, член на Временната анкетна комисия за проверка дейността по закупуване, съхраняване, обмен и продажби на хлебно и фуражно зърно на Държавна агенция „Държавен резерв и военновременни запаси“ и проверка на дейностите по контрола на наличните запаси на зърно от страна на държавните органи, член на постоянната делегация на Народното събрание в Парламентарната асамблея на Съвета на Европа (ПАСЕ) и председател на Групата за приятелство с Либия. Избран е в София-окръг от листата на Национално движение „Симеон Втори“.
През март 2004 г. е избран за председател на Върховния административен съд от Висшия съдебен съвет и е назначен с указ на президента Георги Първанов. На 22 март 2004 г. поема длъжността Председател на Върховния административен съд (ВАС). През май 2004 г. издига кандидатурата на тогавашния председател на трето отделение на ВАС и член на Висшия съдебен съвет Венета Марковска за зам.-председател на административния съд.
От 20 октомври 2010 г. е национален омбудсман на България. През 2015 г. се кандидатира за втори мандат, но губи с 82 гласа в XLIII народно събрание срещу 129 гласа за Мая Манолова.
През октомври 2015 г. XLIII народно събрание избира Пенчев за съдия в Конституционния съд.
През май 2025 г. LI народно събрание избира Пенчев за заместник-председател на Комисията за разкриване на документите и за обявяване на принадлежност на български граждани към Държавна сигурност и разузнавателните служби на Българската народна армия, накратко наричана Комисия по досиетата.
Говори френски, английски и руски език. Има две деца.